# Roaring Spring, Pennsylvania
Roaring Spring là một thị trấn thuộc quận Blair, tiểu bang Pennsylvania, Hoa Kỳ. Năm 2010, dân số của thị trấn này là 2585 người.